# Форт-Дейвис (Техас)
Форт-Де́йвис, Форт-Дэвис (англ. Fort Davis) — невключённая община и статистически обособленная местность в США, расположенная в западной части штата Техас, административный центр округа Джефф-Дейвис. По данным переписи за 2010 год число жителей составляло 1201 человек; по оценке Бюро переписи населения США, в 2018 году в городе проживало 1029 человек.

## История
В 1850 году при налаживании почтового сообщения между Сан-Антонио и Эль-Пасо рядом с нынешним городом была создана остановка для экипажей с письмами. В 1854 году на месте бывшей деревни команчей была построена крепость Форт-Дейвис. Вскоре неподалёку от неё было основано поселение. Во время гражданской войны войска конфедератов покинули крепость, и почти сразу поселение было атаковано индейцами апачи, жители бежали. В 1867 году крепость заняли войска девятой кавалерии США, Форт-Дейвис стал ключевым городом региона Транс-Пекос, поскольку в нём пересекались две главные дороги местности. В 1880-х годах Форт-Дейвис стал важным центром скотоводства, в основном из-за того, что люди перебирались в регион в попытке избежать эпидемии техасской лихорадки скота, распространившейся в остальных частях штата.
В апреле 1871 был основан округ Пресидио, и Форт-Дейвис был избран административным центром. Двенадцать лет спустя через соседнюю Марфу провели железную дорогу Southern Pacific Railroad . В июле 1885 года, после оспаривания предыдущих результатов голосования, было проведено новое, в котором Марфа победила. Проигравшие жители Форт-Дейвиса сразу же начали кампанию за создание собственного округа. К тому моменту в городе проживало около 2000 человек, работали три юриста, модистка, два салуна, две церкви, мельницы и хлопкоочистительные машины, выпускалась еженедельная газета Apache Rocket.
В начале XX века горный ландшафт и мягкий климат привлекли состоятельных людей с побережья Мексиканского залива. В 1908 году была спроектирована железная дорога Kansas City, Mexico and Orient Railway, которая должна была проходить через Форт-Дейвис. Однако местные жители отказались от железной дороги, опасаясь, что она привлечёт в город бедных людей. В конце 1920-х годов группа нефтяных магнатов из Оклахомы планировали создать на базе города центр для съёмок вестернов, однако Великая депрессия не дала воплотить эти планы в жизнь.

## География
Форт-Дейвис находится в юго-восточной части округа, его координаты: 30°34′42″ с. ш. 103°53′32″ з. д..
Согласно данным бюро переписи США, площадь города составляет около 26,1 км², полностью занятых сушей.

### Климат
Согласно классификации климатов Кёппена, в Форт-Дейвисе преобладает семиаридный климат умеренных широт (BSk).
| Показатель                    | Янв.  | Фев.  | Март  | Апр.  | Май  | Июнь | Июль | Авг. | Сен. | Окт.  | Нояб. | Дек.  | Год   |
| ----------------------------- | ----- | ----- | ----- | ----- | ---- | ---- | ---- | ---- | ---- | ----- | ----- | ----- | ----- |
| Абсолютный максимум, °C       | 26,7  | 26,1  | 31,1  | 34,4  | 35,6 | 40   | 37,8 | 40   | 35,6 | 34,4  | 27,8  | 26,7  | 40    |
| Средний суточный максимум, °C | 11,9  | 13,8  | 17,4  | 21,8  | 25,9 | 29,1 | 28,1 | 27,3 | 24,7 | 21,3  | 16,2  | 12,5  | 20,8  |
| Средняя температура, °C       | 6     | 7,4   | 10,4  | 14,5  | 18,6 | 21,8 | 21,5 | 20,9 | 18,6 | 15,1  | 10    | 6,7   | 14,3  |
| Средний суточный минимум, °C  | 0,1   | 1,1   | 3,4   | 7,3   | 11,3 | 14,5 | 14,9 | 14,6 | 12,4 | 8,9   | 3,8   | 0,9   | 7,8   |
| Абсолютный минимум, °C        | −23,3 | −19,4 | −15,6 | −11,7 | −3,3 | 2,2  | 4,4  | 4,4  | −1,7 | −10,6 | −13,3 | −18,9 | −23,3 |
| Норма осадков, мм             | 17    | 13    | 10    | 13    | 42   | 64   | 98   | 94   | 75   | 42    | 16    | 15    | 498   |
| Источник: weatherbase.com     |       |       |       |       |      |      |      |      |      |       |       |       |       |

## Население
Согласно переписи населения 2010 года в городе проживал 1201 человек, было 511 домохозяйств и 335 семей. Расовый состав города: 88,7 % — белые, 0,9 % — афроамериканцы, 0,7 % — коренные жители США, 0 % — азиаты, 0 % — жители Гавайев или Океании, 7,8 % — другие расы, 1,8 % — две и более расы. Число испаноязычных жителей любых рас составило 47,9 %.
Из 511 домохозяйств, в 27,6 % живут дети младше 18 лет. 53,4 % домохозяйств представляли собой совместно проживающие супружеские пары (17,4 % с детьми младше 18 лет), в 8,4 % домохозяйств женщины проживали без мужей, в 3,7 % домохозяйств мужчины проживали без жён, 34,4 % домохозяйств не являлись семьями. В 30,9 % домохозяйств проживал только один человек, 13,9 % составляли одинокие пожилые люди (старше 65 лет). Средний размер домохозяйства составлял 2,35 человека. Средний размер семьи — 2,93 человека.
Население города по возрастному диапазону распределилось следующим образом: 23,9 % — жители младше 20 лет, 16,5 % находятся в возрасте от 20 до 39, 40,1 % — от 40 до 64, 19,6 % — 65 лет и старше. Средний возраст составляет 47,5 года.
Согласно данным пятилетнего опроса 2018 года, медианный доход домохозяйства в Форт-Дейвисе составляет 54 757 долларов США в год, медианный доход семьи — 60 000 долларов. Доход на душу населения в городе составляет 25 136 долларов. Около 2,9 % семей и 5,7 % населения находятся за чертой бедности..

## Инфраструктура и транспорт

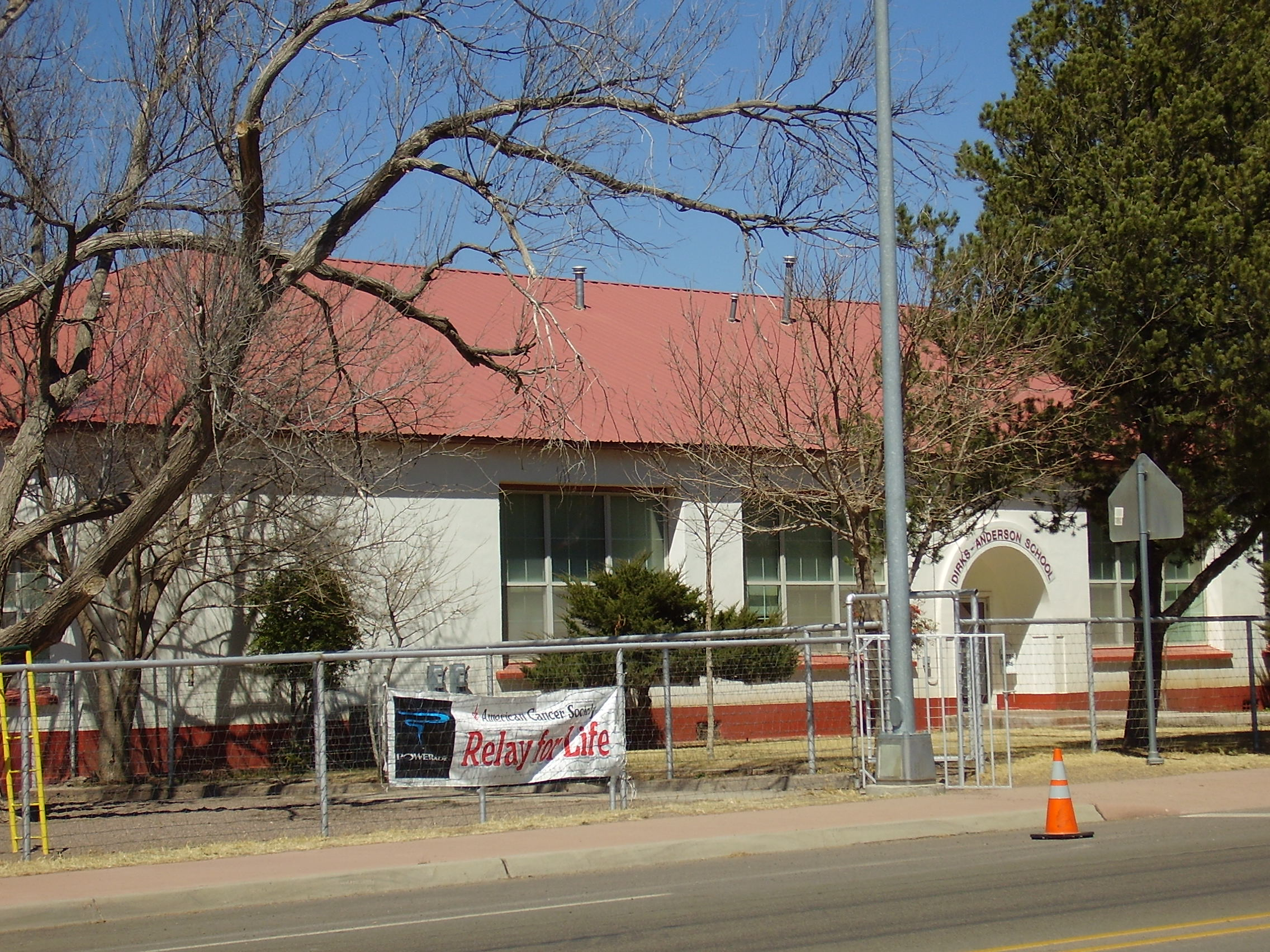
Начальная школа Dirks-Anderson Elementary School

Основными автомагистралями, проходящими через Форт-Дейвис, являются:
- автомагистраль 302 штата Техас идёт с северо-востока от Пекоса на юго-запад к Марфе.
- автомагистраль 118 штата Техас идёт с северо-запада от I-10 на юго-восток к Алпайну.

Ближайшими аэропортами, выполняющими коммерческие рейсы, являются Аэротерминал Каверн-сити в Карлсбаде, штат Нью-Мексико, и международный воздушно-космический порт Мидленда. Аэропорты находятся примерно в 260 километрах к северу и северо-востоку от Форт-Дейвиса, соответственно.

## Образование
Город обслуживается независимым школьным округом Форт-Дейвис.

## Отдых и развлечения
В сентябре 1961 года была открыта историческая территория крепости Форт-Дейвис (англ. Fort Davis National Historic Site). Несколько лет спустя исследовательский институт пустыни Чиуауа, находящийся в соседнем Алпайне, открыл в Форт-Дейвисе дендрарий. Другими популярными местами отдыха и развлечений являются парк штата Техас Дейвис-Маунтинс и Обсерватория Мак-Доналд под управлением Техасского университета.

## Галерея

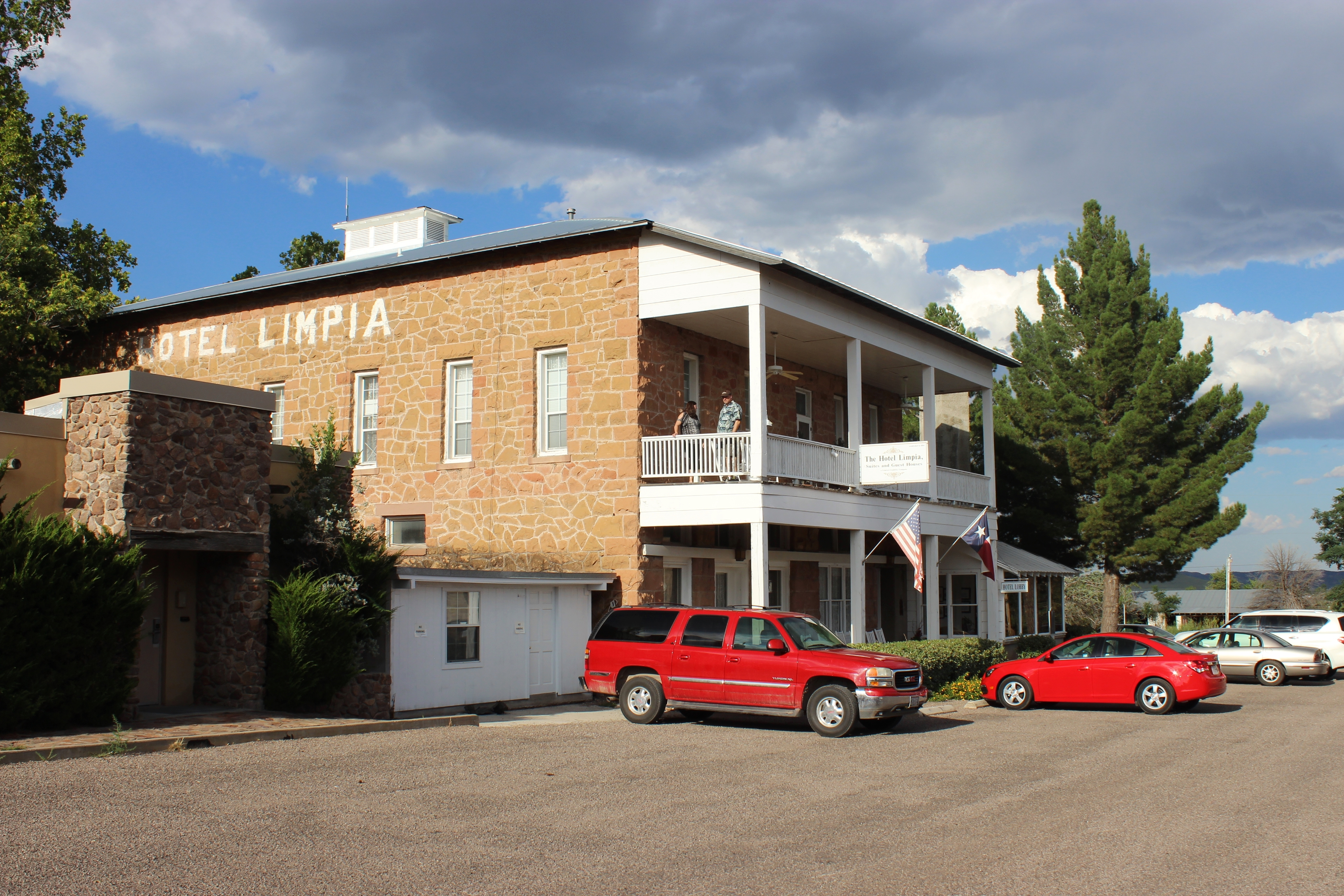
Отель Лимпия (фото 1912 года)
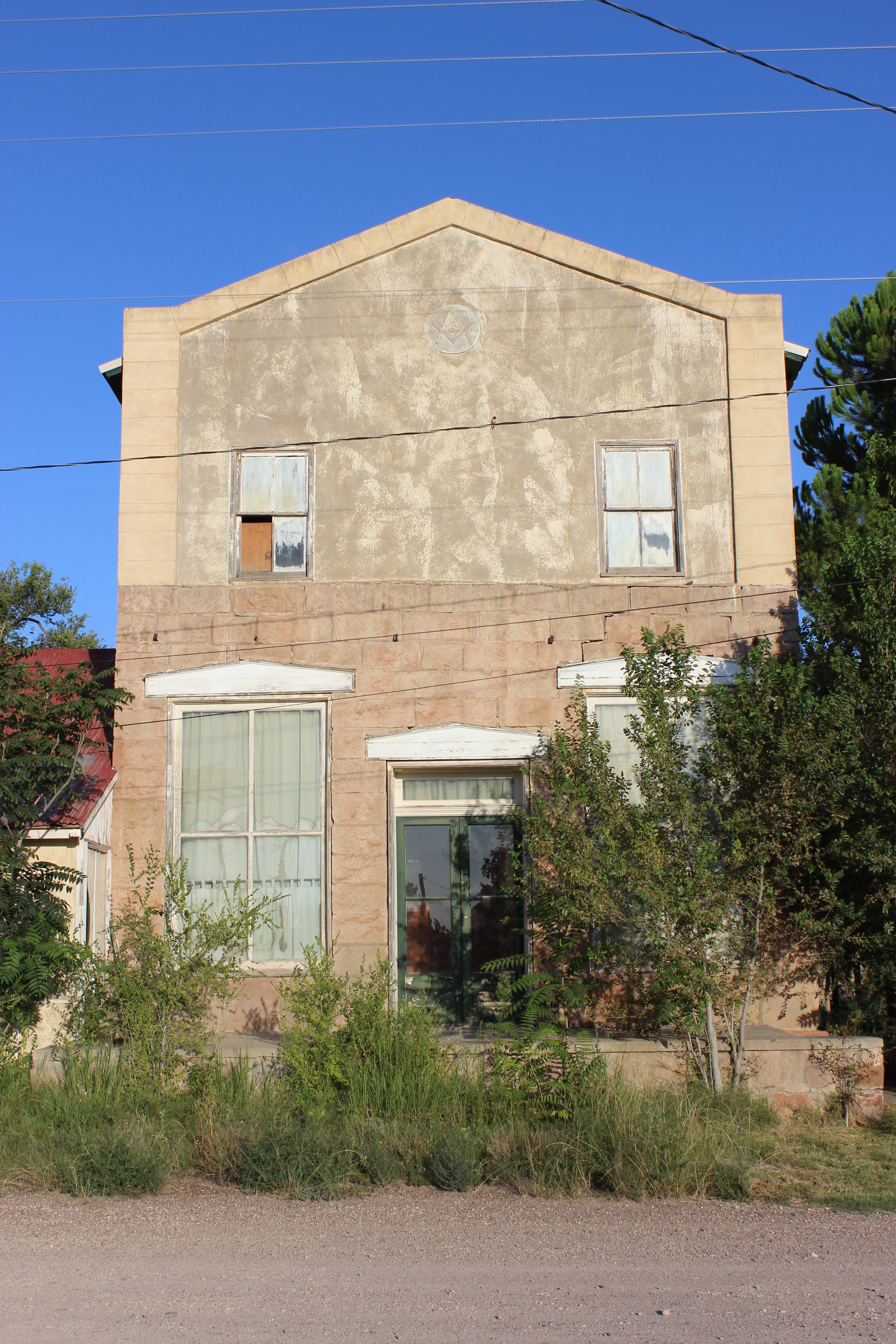
Масонская ложа Форт-Дейвиса